# Polygonum floribundum
Polygonum floribundum är en slideväxtart som beskrevs av Diederich Franz Leonhard von Schlechtendal och Spreng.. Polygonum floribundum ingår i släktet trampörter, och familjen slideväxter. Inga underarter finns listade i Catalogue of Life.